# ديان موسلي
ديان موسلي (بالصربية: Дејан Мусли) مواليد 3 يناير 1991 في بريزرن، جمهورية صربيا الاشتراكية، هو لاعب كرة سلة صربي. بدأ مسيرته الاحترافية في سنة 2008. يلعب في الدوري الإسباني لكرة السلة كلاعب وسط. يحمل الرقم 44. يبلغ طوله 7 قدم 0 بوصة (2.1 م).

## المسيرة الاحترافية
لعب مع نادي إف إم بي لكرة السلة من سنة 2008 إلى 2010، ثم لعب مع ساسكي باسكونيا في الدوري الإسباني من سنة 2010 إلى 2012، ثم لعب مع نادي بارتيزان لكرة السلة من سنة 2012 إلى 2014، ثم لعب مع نادي ميغا لكرة السلة في سنة 2015، ثم لعب مع باسكت مانريسا في الدوري الإسباني في موسم 2015–2016، ثم لعب مع بالونكيستو مالقا في سنة 2016.

## إحصائيات المسيرة

### الدوري الأوروبي
| السنة   | الفريق                   | لعب | بدأ | دقيقة | ميداني% | ثلاثية | حرة  | ارتداد | صنع | استلاب | تصدي | نقطة | أداء |
| ------- | ------------------------ | --- | --- | ----- | ------- | ------ | ---- | ------ | --- | ------ | ---- | ---- | ---- |
| 2010–11 | ساسكي باسكونيا           | 2   | 0   | 2.0   | .000    | .000   | .500 | 1.0    | .0  | .0     | .0   | .5   | -2.0 |
| 2012–13 | نادي بارتيزان لكرة السلة | 10  | 8   | 21.6  | .527    | .000   | .773 | 4.9    | 1.0 | .8     | .4   | 9.5  | 9.8  |
| 2013–14 | نادي بارتيزان لكرة السلة | 23  | 7   | 14.6  | .495    | .000   | .538 | 3.1    | .3  | .3     | .1   | 5.3  | 5.4  |
| المسيرة |                          | 35  | 15  | 15.8  | .506    | .000   | .619 | 3.5    | .5  | .4     | .2   | 6.2  | 6.2  |

## روابط خارجية
- ديان موسلي على موقع الاتحاد الدولي لكرة السلة (الإنجليزية)
- ديان موسلي على موقع الدوري الأوروبي لكرة السلة (الإنجليزية)
- ديان موسلي على موقع الدوري الإسباني لكرة السلة (الإسبانية)
- ديان موسلي على موقع كرة السلة الأوروبية.كوم (الإنجليزية)
- ديان موسلي على موقع DraftExpress.com (الإنجليزية)
- ديان موسلي على موقع ريلجم (الإنجليزية)
- ديان موسلي على موقع بروبوليرز (الإنجليزية)
- ديان موسلي على موقع سبورتس رفرنس (الإنجليزية)